# قرن احمد عسل (الوضيع)

تعديل مصدري - تعديل

قرن احمد عسل هي إحدى قرى عزلة  الوضيع بمديرية الوضيع التابعة لمحافظة أبين، بلغ تعداد سكانها 78 نسمة حسب تعداد اليمن لعام 2004.